# ITM Records
ITM Records (ook kortweg ITM) is een Duits platenlabel dat jazz, rockmuziek, popmuziek en klassieke muziek uitbrengt. Het in Wuppertal gevestigde label werd rond 1982 opgericht door Ulli Blobel, tevens een van de oprichters van Jazzwerkstatt. Het label heeft enkele sublabels: ITM Classics (voor klassieke muziek), ITM Pacific en West Wind.

## Artiesten op het label
Musici en gezelschappen die op het label uitkwamen, waren onder meer Sonny Simmons met Billy Higgins, Tiziana Simona met Kenny Wheeler, Ginger Baker, Eric Dolphy, Chet Baker, David Murray, Nino Rota met I Compani, Tristan Honsinger met Toshinori Kondo, Abbey Lincoln (o.m. met Archie Shepp), Uwe Kropinski, Eartha Kitt, Ulrich Gumpert, Joe Sachse (o.m. met David Moss en George Lewis), Last Exit, David Friesen, Kollektiv en Nana Mouskouri